# CITIC Plaza
CITIC Plaza je mrakodrap s 80 podlažími v městě Kanton v Číně. Celková výška budovy včetně antén je 391 metrů. Dokončený byl v roce 1997 a svého času to byla nejvyšší budova na světě mimo New Yorku a Chicaga a nejvyšší budova v Číně a Asii. K roku 2007 je to třetí nejvyšší budova v Číně za Ťin Mao v Šanghaji a Two International Finance Centre v Hongkongu, šestá v Asii a sedmá na světě. Je to nejvyšší betonová budova na světě.